# Bacia do rio dos Sinos

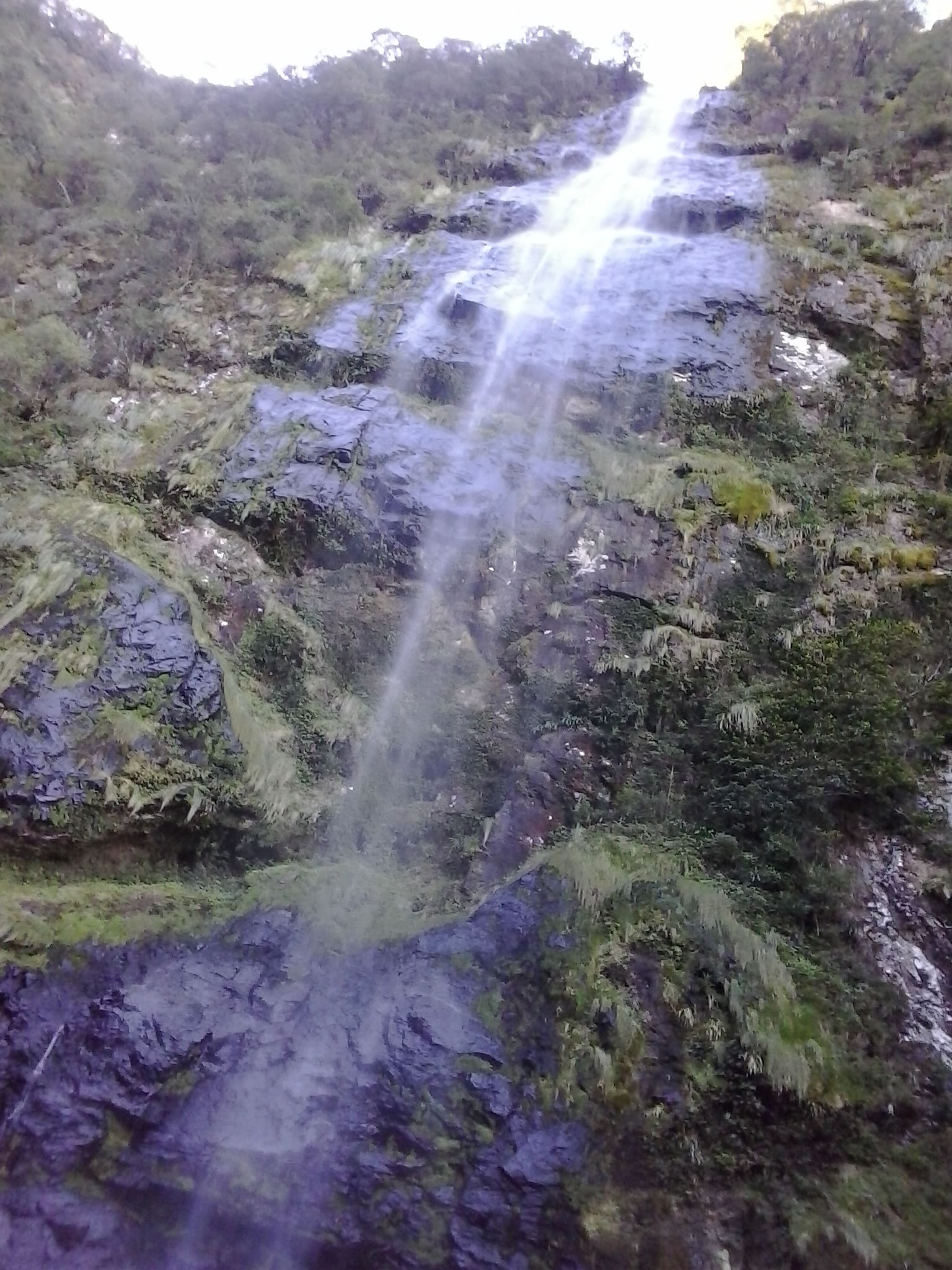
Cascata da Nascente do Rio dos Sinos na cidade de Caraá.

A Bacia do rio dos Sinos situa-se na Região Hidrográfica do Guaíba, na porção nordeste do Rio Grande do Sul. Abrange as províncias geomorfológicas do Planalto Meridional e Depressão Central.
Possui uma área de 3.746,68 km², correspondendo a 1,5% do território estadual. Limita-se a oeste e norte com as bacias do rio Caí e Taquari-Antas, ao sul com a Bacia do Baixo Jacuí e Lago Guaíba e a leste com as bacias do rio Gravataí e Tramandaí.
Abrange municípios como Campo Bom, Canoas, Gramado, Igrejinha, Novo Hamburgo, São Leopoldo, Sapucaia do Sul, Taquara e Três Coroas, com população total estimada em 1.249.100 habitantes.
Os principais cursos de água são o rio Rolante, rio da Ilha, rio Paranhana e o rio dos Sinos. Este último tem sua nascente na cidade de Caraá e desembocadura no delta do Jacuí. Os principais usos da água na bacia estão destinados ao abastecimento público, uso industrial e irrigação.
As áreas mais conservadas encontram-se a montante da bacia. O grande problema encontrado é o despejo de efluentes industriais e principalmente domésticos sem tratamento nos cursos de água no seu trecho médio-baixo.
Altitude e localização de alguns dos corpos de água principais
| Principais corpos de água | Altitude/ nascente principal | Localização            |
| ------------------------- | ---------------------------- | ---------------------- |
| Rio dos Sinos             | 920 m                        | Caraá                  |
| Rio Rolante               | 1000 m                       | São Francisco de Paula |
| Rio Paranhana             | 890 m                        | Canela                 |

## Vegetação
A vegetação da bacia é caracterizada pelo encontro de diversas formações fitogeográficas onde ocorre a Floresta ombrófila mista nas nascentes do rio Rolante (Floresta Nacional de São Francisco de Paula), Savana, Floresta estacional decidual, Floresta estacional semidecidual e Áreas de tensão ecológica. Atualmente a cobertura original está bem reduzida, restando maiores concentrações nas nascentes e nas margens fluviais.